# Velagići
Velagići bosnyák falu Bosznia-Hercegovinában, a Bosznia-hercegovinai Föderáció Una-Szanai kantonjában, Ključ községben.

## Fekvése
Bosznia-Hercegovina nyugati részén, Bihácstól légvonalban 73, közúton 87 km-re délkeletre, Ključtól légvonalban 5, közúton 6 km-re északnyugatra, a Ključról Bihácsra menő főút mentén fekszik.

## Népessége
| Nemzetiségi csoport | Népesség 1991 | Népesség 2013 |
| ------------------- | ------------- | ------------- |
| Szerb               | 22            | 4             |
| Bosnyák             | 631           | 459           |
| Horvát              | 20            | 1             |
| Jugoszláv           | 0             | 0             |
| Egyéb               | 3             | 1             |
| Összesen            | 676           | 465           |

## Története
A területén található régészeti leletek tanúsága szerint Velagići már az ókortól fogva lakott volt. A Velagići I. számú lelőhelyen római kori település, római út és késő ókori bazilika maradványai találhatók, melyek az 1. – 5. századig terjedő időszakban voltak lakottak. Középkori népességéről a Velagići II. számú található késő középkori temető maradványai tanúskodnak, melyek között hat stećak sírkő is található.
A helyi hagyomány szerint a Velagićok horvátországi származású bosnyákok, akiket török közigazgatás bukása után, a 17. század végén, Lika és Kordun magyar és osztrák ellenőrzés alatt álló területeiről űztek ki Boszniába, és a történeti adatok szerint a 18. század elejétől a Mostar melletti Blagajban éltek. A blagaji Velagićevina település családi házakból állt, hozzájuk tartozó épületekkel, malmokkal a gyors folyású Buna folyó tiszta, pisztránggal teli vizén. A családi jellegű település három különálló egységből állt, amelyeket falak és a folyó választottak el a többi résztől. A történeti hagyomány szorgalmas és jóindulatú emberként emlékszik a családra. Velija Velagić 1634 előtt a Buna folyón még malmot is épített. A család ottani otthona, melyet a három Velagić testvér 1776-ban kezdett építeni a maga korában igazi luxusotthonnak számított.
Velagići falu 1878-ig tartozott az Oszmán Birodalomhoz, majd az Osztrák-Magyar Monarchia része lett. 1879-ben az első osztrák-magyar népszámlálás során Velegićin 30 házat és 182 muszlim lakost számláltak. 1910-ben a településen 48 házat, 240 muszlim, 14 katolikus horvát és 7 ortodox szerb lakost számláltak. A monarchia szétesésével 1918-ben előbb a Szerb-Horvát-Szlovén Királyság, majd 1929-től a Jugoszláv Királyság része. 1921-ben 43 házat és 227 lakost számláltak. 1945-től Velagići a szocialista Jugoszlávia része volt.
A boszniai háború idején 1992 májusában és júniusában a település drámai napokat élt át. 1995 végén az innen nyugatra fekvő Lanište falu határában a Babina dolina néven ismert helyen találták meg a Lanište II. jelű tömegsírt, amely mintegy 2,7 kilométerre van a Lanište-hágótól. Itt a környékbeli falvakból származó 77 bosnyák maradványait exhumálták, akiket 1992. június 1-jén öltek meg a velagići általános iskola előtt. Azután ölték meg őket, hogy Vojići, Hasići, Nezići, Hadzići és Velagići településeiről érkező férfiakat behívták a velagići rendőrállomásra. A felhívásra jelentkezőket a katonai rendőrök lefogták és a régi iskola helyiségeibe kényszerítették, majd késő este innen kiűzték és lelőtték őket. Néhány bosnyák túlélte a lövöldözést. Az iskola előtt fekvő sebesülteket fejbe lőtték. A második napon a holttesteket teherautókba pakolták, és elvitték a Babina völgyébe, ahol eltemették őket.
A település 1995 szeptemberéig a szerb félkatonai egységek megszállása alatt állt, amikor a Bosznia-Hercegovinai Hadsereg, a Horvát Védelmi Tanács (HVO) és a Horvát Hadsereg (HV) által vezetett közös akciók során felszabadították. 1995-ben a Sana hadművelet során szerb lakossága a visszavonuló szerb csapatokkal együtt elmenekült. Muszlim lakossága a velagići gyülekezethez tartozik. 1992-ben a gyűlekezet mindkét mecsetét (Tičevića és Pudin Han településeken) lerombolták a Boszniai Szerb Köztársaság hadseregének tagjai. 2013-ban Velegićinak 465 állandó lakosa volt, 98,7%-ban muszlimok.
A velagići muszlim gyülekezetnek ma több mint 600 háztartása van, akik több faluban élnek: Pudin Han, Stari Velagići, Donji és Gornji Hadžići, Palina, Častovići, Hasići, Nezići, Vojići Donji, Vojići Gornji, Postajre, Ponjir és Točina. A gyülekezetben két mecset található. Az első, régi mecset Tičevića településen épült 1937-ben, a második pedig Pudin Han településen közvetlenül a Bosznia-Hercegovina elleni szerb agresszió előtt. Mindkét mecsetet lerombolták 1992-ben a Boszniai Szerb Köztársaság hadseregének tagjai. Miután visszatértek lakóhelyükre a Velagići-Pudin Han gyülekezet muszlimjai először Pudin Hanban építettek mecsetet. Az újonnan épült mecset a háború előtti mecsethez hasonló építészeti kialakítású, kivéve a minaretet, amely magasabb, mint a korábbi, és két toronnyal rendelkezik. A Pudin Han-i mecsetet hivatalosan 2002. július 20-án nyitották meg. A boszniai háború előtti imám Velagići-Pudin Hanban hosszú ideig Ramo Duranović efendi volt. A helyiek még mindig szeretettel emlékeznek rá, és mély tisztelettel beszélnek róla. Őt imámként 1997-ben Atif Vučkić efendi váltotta fel, aki húsz éve sikeresen látja el imám, muallim és khatib feladatait ebben a gyülekezetben.

## Kultúra
A muszlim gyülekezetben minden évben megemlékeznek a Mártírok napjáról. Ez a nap Íd al-fitr második napja. Ključ Majlis összes gyülekezetében az imámok és gyülekezeteik úgy döntöttek, hogy a ezen a napon meglátogatják a mártírok temetőit és a Koránból felolvassák a Yasin-i Sharif szúrát. Csak ennek a gyülekezetnek a területén körülbelül 120 bosnyákot öltek meg a Bosznia-Hercegovina elleni agresszió során.
A velagići Pudin Han gyülekezet másik sajátossága a bikaáldozat. Közvetlenül a háború előtt, Pudina Hanban az új mecset felszentelésének napján a gyülekezet lakói vettek egy fiatal bikát, amelyet elkészítettek, nyárson megsütöttek és kiosztottak a látogatóknak. Mivel a háború előtt a Kljuc környéki gyülekezetekben hagyományosan Kurban bayramı első napjára szervezték a népi összejöveteleket, Velagići Pudin Han gyülekezetében pedig Kurban bayramı második napján volt az összejövetel, ezért úgy döntöttek, hogy Eid első napján vágják le fiatal bikát, és az ünnep második napján ezt az elkészített húst osszák ki a népnek. Akkoriban egy két évnél fiatalabb bikát szereztek be, de különösebben nem ügyeltek arra, hogy ez is áldozat legyen. Ez a gyakorlat az agresszió idején egy rövid időre abbamaradt, mert a ključi lakosokat kiűzték a lakóhelyükről, de Pudin Han gyülekezete közvetlenül a háború után és az 1996-os muhajirukból való hazatérés után újjáélesztette ezt a hagyományt.

## Oktatás
A településen általános iskola működik.

## Sport
A település labdarúgócsapata az 1999-ben alapított NK Bajer Velagići.

## Nevezetességei
- Római kori település, római út és késő ókori bazilika maradványai (1-5. század)
- Késő középkori temető maradványai sírkövekkel
- A Pudin Han-i mecsetet hivatalosan 2002. július 20-án nyitották meg